# Il bivio - Cosa sarebbe successo se...
Il bivio - Cosa sarebbe successo se... è stato un programma televisivo italiano, andato in onda su Italia 1 tra il 2005 e il 2008 e condotto da Enrico Ruggeri.
La sigla d'apertura è stata scritta e cantata dallo stesso Ruggeri, su arrangiamento di Cesare Chiodo.

## Contenuti
Il programma raccontava le storie vere di persone comuni e alcuni personaggi famosi (Fabrizio Corona) ed era incentrato sul tema del bivio, ovvero un'ipotetica vita decisa dal caso o dalle decisioni del protagonista; sono stati affrontati diversi temi, tra i quali l'amore e il soprannaturale.
Nel febbraio del 2007 è andata in onda una puntata dedicata al mistero degli UFO e dei rapimenti alieni tramite il racconto di Pier Fortunato Zanfretta, il quale ha raccontato di esser stato rapito dagli extraterrestri; la puntata ha raggiunto un'audience di circa 1.600.000 ascolti.

## Produzione
Lo show ha esordito il 5 dicembre 2005 ed è proseguito fino al 2008.